# Eridanus csillagkép

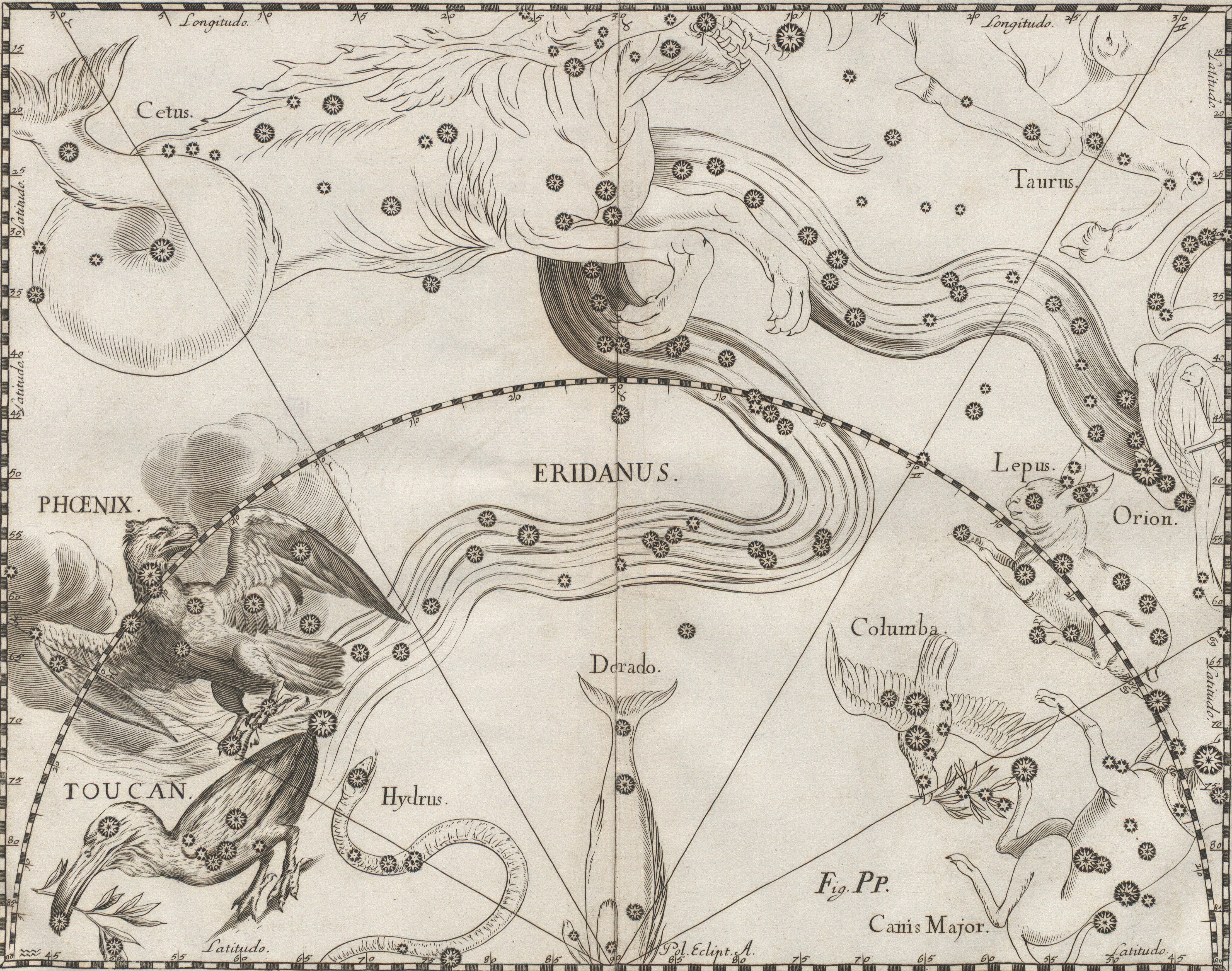
Az Eridanus csillagkép

Az Eridanus csillagkép

Az Eridanus egy csillagkép.

## Története, mitológia
Ez a csillagkép azt a legendás Eridanosz folyót jeleníti meg, amelybe Phaethón zuhant, mikor nem bírt apjának, a napisten Héliosznak a szekerével. Valószínűnek tartották, hogy valóban létező folyamhoz kapcsolódik a monda. Az ókori görögök Pónak nevezték, mások szerint a csillagkép neveként a Nílus, az Eufrátesz, de akár a Duna is szóba jöhet. A folyó leírásai olyan környezetet adnak meg, melyek alapján továbbra is csak találgatni lehet.

## Nevezetes objektumok

### Csillagok

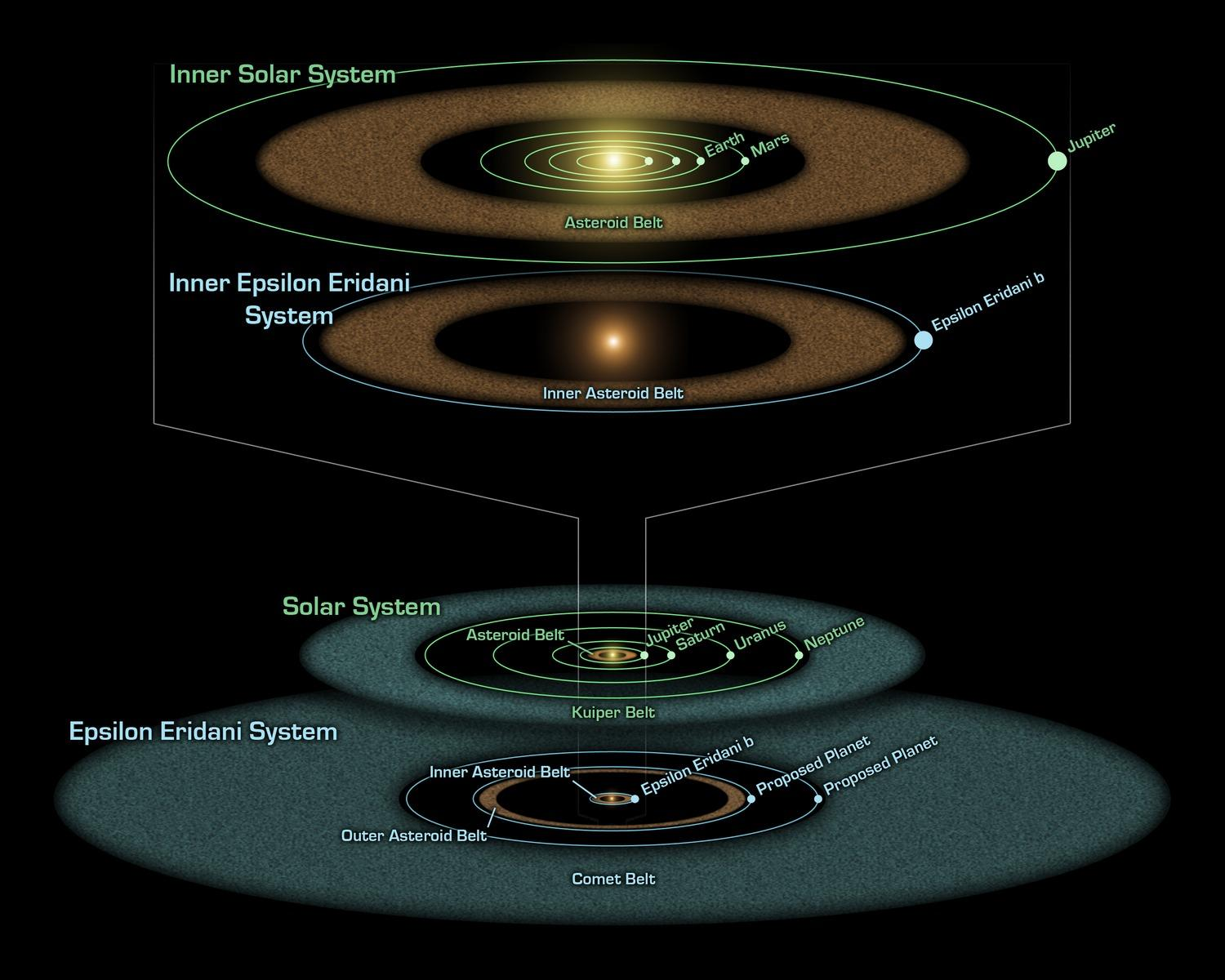
A Naprendszer és az Epszilon Eridani-rendszer összehasonlítása

- α Eridani - Achernar, arabul: A folyó vége: 0m,5-s, kékesfehér színű, mintegy 140 fényév távolságra lévő csillag.
- β Eridani - Cursa (Trón): harmadrendű, sárgásfehér óriás, a távolsága 90 fényév. Az Orion csillagkép legfényesebb csillaga, a Rigel szomszédságában látszik.
- γ Eridani - Zaurak: vörös színű, 3 magnitúdós, nagyon fényes óriáscsillag.
- δ Eridani - Rana: 3m,s narancssárga csillag.
- ε Eridani: A harmadik legközelebbi, szabad szemmel is látható csillag, mely körül eddig legalább egy exobolygót és két kisbolygóövet találtak.[1] Mivel a Naphoz hasonló, fősorozati csillagok közül is az egyik legközelebbi, ezért (a τ Cetivel együtt) már a legelső SETI-kutatásoknak is célpontja volt, bár mai ismereteink szerint túl fiatal ahhoz, hogy környezetében kialakuljon az élet.
- θ Eridani - harmad- és negyedrendű, kékesfehér színű csillagokból álló, kis nyílású távcsővel is észlelhető pár.
- ο Eridani, másik nevén 40 Eridani: 4m-s hármas-, egy fehér törpét is tartalmazó rendszer, amelynek a főkomponense egy 4 magnitúdós sárga törpe. A harmadik tag fényrendje 11m vörös törpe. A hármas rendszer megfigyeléséhez legalább 100 mm-es nyílású távcső szükséges.
- 32 Eridani: egy ötödrendű sárga- és egy hatodrendű kékeszöld színű komponensből álló kettőscsillag.

### Mélyég-objektumok
- NGC 1234 spirálgalaxis
- NGC 1300 spirálgalaxis
- NGC 1535 planetáris köd